# シマハギ
シマハギ （縞剥、学名：Acanthurus triostegus）は、ニザダイ科に分類される魚類。インド太平洋に広く分布する。

## 分類と名称
1758年にカール・フォン・リンネによって『自然の体系』第10版の中で Chaetodon triostegus として記載され、タイプ産地は インドとされた。『Fishes of the World』第5版ではニザダイ目に分類されている。種小名は「3つの覆い」を意味し、3つの鰓膜を指すとされる。

## 分布と生息地
東アフリカ沿岸、マダガスカルから南日本、オーストラリア、中央アメリカ、太平洋の多くの諸島を含むインド太平洋の熱帯海域に広く分布する。日本では伊豆・小笠原諸島、南日本の太平洋岸、琉球列島から記録されている。ラグーン、サンゴ礁の斜面、湾、河口に生息する。幼魚はタイドプールに多く、大型個体は水深約90mの深場まで見られる。

## 形態
背は黄色がかり、英名「Convict surgeonfish (囚人のニザダイ)」の由来となった暗色の細い横帯が5-6本入る。体は強く側扁した楕円形で、全長は最大で約26-27cmに達する。頭部は小さく、尖った吻部の先端には厚い唇を持つ口がある。インド洋に分布するAcanthurus polyzonaとは横帯の数で区別できる。最初の黒縞は斜めで、目を通る。尾柄には2つの黒斑があり、両側には攻撃または防御に使用される鋭い棘がある。

## 生態
河口付近で頻繁に餌を食べ、サンゴや岩に生える藻類を剥ぎ取るように食べる。成魚は餌を求めて大きな群れを作り、縄張り意識の強いスズメダイ科であっても圧倒する。雌雄は産卵の際も群れを作る。

## 人との関わり
分布域の多くでは食用とされ、一部地域では商業漁業も行われる。ハワイでは趣味で漁獲されるほか、観賞魚とするためにも捕獲されている。日本でも沖縄県では食用に安く流通している。